# Tapinoma schultzei
Tapinoma schultzei es una especie de hormiga del género Tapinoma, subfamilia Dolichoderinae. Fue descrita científicamente por Forel en 1910.
Se distribuye por Botsuana, Kenia, Sudáfrica y Zimbabue. Se ha encontrado a elevaciones de hasta 1600 metros. Vive en bosques costeros.